# Сисевац
Сисевац је насеље, излетничко и туристичко место у Србији у општини Параћин у Поморавском округу, на обали реке Црнице, у котлини Кучајских планина, 32 км североисточно од Параћина или 24 км од Ћуприје. У Сисевцу се налази манастир Сисојевац из XIV века, а његов назив везује се за монаха Сисоја.

## Историјат
Настанак имена и рани период
Насељавање Сисевца везује се за долазак монаха Сисоја из реда синаита ,који у XIV веку на овом простору оснива манастир посвећен Преображењу Господњем . У манастиру је и гроб оснивача те се по њему манастир и назива Сисојевац.  Немамо података да ли се у то време у близини манастира налазило и насеље . По називу манастира изводи се и каснији назив места Сисевац . Мада неки истраживачи сматрају да се основа имена  не налази у називу места, те да је назив места потиче од оближњег брда Сисевац.
У  народу се још чува предање по коме су једног дана на Ђурђевдан , Турци изненада упали у манастирску порту и поубијали силан народ, који се тог дана у великом броју окупио на служби Божјој, а потом убијене бацили у оближњу реку Белицу. Једна девојка је побегла низ реку и изнемогла зауставила се на једној стени, а када је Турчин пришао ближе, да не би пала у његове руке, бацила се са стене. Због ове несреће и много жртава које је ова река однела. народ је Белицу од тог дана назвао Црницом (како се и данас зове), а стену са које се девојка бацила у воду Девојачком стеном.
О времену рушења манастира нема никаквог записа али је највероватније до тога дошло после Велике сеобе Срба под Арсенијем Чарнојевићем 1690. године, када је манастир запустео, пошто су монаси избегли заједно са монасима из манастира Раванице.
У њиховом одсуству црква је до пола порушена и остала без крова, кубе је пало у цркву, припрата је срушена до темеља, велики конак до приземља, а ограда - обзиђе око порте до висине од 1 метра, местимично и више, док је улазна капија стрчала из рушевина
19.век
У харачком тефтеру из 1827 као и каснијим пописима села и домаћинстава капетаније параћинске, среза ћупријског нигде се не наводи Сисевац као посебно село, што значи да у време обнављања српске државе Сисевац није стално насељено место , већ место где становници околних параћинских села имају бачије и колибе .
Настанак насељеног места Сисевац везује се за отварање рудника мрког угља Сисевац 1883.године.
Аустријски путописац Феликс Каниц 1889. године  посетио је  Сисевац и описује тежак, поптуно мануелни начин рада у руднику као и остатке некадашњег манастира Сисојевац.
20.век .
После Првог светског рата , рудником управља „Француско-српска индустрија цемента и угља АД“
У насељу је тих година постојало Соколско друштво, друштво црвеног крста, здравствена амбуланта, основна школа, Рударско-индустријска школа,  радничка кантина,  неколико кафана, пекара, касапница, продавница колонијалне робе, занатске радње и др.
У структури запослених, поред рудара из околних места, било је доста рудара и других службеника из других крајева земље, посебно из Словеније. Било је међу њима Хрвата, Шиптара, Македонаца, Мађара, Немаца и др. У Сисевцу је тих година, рачунајући жене и децу запослених, било и преко 1000 становника.
У периоду након Другог светског рата у Сисевцу, на самом извору реке Црнице, сазидан је хотел Борје, јавни олимпијски базен, одмаралиште Војно Медицинске Академије.
1962. године рудник угља Сисевац-Врчић је угашен, што је утицало на депопулацију становништва, као и у многим другим рударским местима када дође до затварања рудника.
Остаци некадашњих грађевина које су красиле рударску колонију су видљиви и данас.
До краја века поред малобројних становника који су живели у месту , долази и одређени број викендаша који праве викендице како би уживали у оближњој приироди. Првомајски уранак становника Ћуприје и Параћина традиционално се одвија у Сисевцу.
Од краја 80-их година 20.века до 1997. године манастир Сисојевац је обновљен, када је и црква освештана од стране епископа браничевског г.Игњатија. Данас је манастир Сисојевац , који се налази на улазу у Сисевац. активни мушки манастир са малобројним братством.  
21. век
Откриће и експолаатција извора топле воде , приватизација некадашњих друштвених објеката поспешили су ново интересовање за Сисевац.
Дотрајала и запуштена инфраструктура места из рударског периода се модернизује. Планом детаљне регулације места Грза и Сисевац, општине Параћин, постављени су темељи за развој туристичке регије.

## Демографија
Према попису из 2022. било је 14 становника (према попису из 1991. било је 22 становника).
У насељу Сисевац живи 16 пунолетних становника, а просечна старост становништва износи 57,6 година (47,5 код мушкараца и 64,0 код жена). У насељу има 10 домаћинстава, а просечан број чланова по домаћинству је 1,80.
Ово насеље је великим делом насељено Србима (према попису из 2002. године), а у последња три пописа, примећен је пад у броју становника.
|  |

| Демографија | Демографија | Демографија |
| Година      | Становника  | Становника  |
| ----------- | ----------- | ----------- |
| 1948.       | 294         |             |
| 1953.       | 406         |             |
| 1961.       | 381         |             |
| 1971.       | 38          |             |
| 1981.       | 39          |             |
| 1991.       | 22          | 22          |
| 2002.       | 18          | 22          |

| Етнички састав према попису из 2002.‍ | Етнички састав према попису из 2002.‍ | Етнички састав према попису из 2002.‍ | Етнички састав према попису из 2002.‍ | Етнички састав према попису из 2002.‍ |
| ------------------------------------ | ------------------------------------ | ------------------------------------ | ------------------------------------ | ------------------------------------ |
|                                      |                                      |                                      |                                      |                                      |
| Срби                                 | Срби                                 |                                      | 17                                   | 94,44%                               |
| Мађари                               | Мађари                               |                                      | 1                                    | 5,55%                                |
| непознато                            | непознато                            |                                      | 0                                    | 0,0%                                 |

| Година пописа     | 1948. | 1953. | 1961. | 1971. | 1981. | 1991. | 2002. |
| ----------------- | ----- | ----- | ----- | ----- | ----- | ----- | ----- |
| Број домаћинстава | 88    | 109   | 146   | 12    | 12    | 12    | 10    |

| Број чланова      | 1 | 2 | 3 | 4 | 5 | 6 | 7 | 8 | 9 | 10 и више | Просек |
| ----------------- | - | - | - | - | - | - | - | - | - | --------- | ------ |
| Број домаћинстава | 5 | 4 | 0 | 0 | 1 | 0 | 0 | 0 | 0 | 0         | 1,80   |

| Пол    | Укупно | Неожењен/Неудата | Ожењен/Удата | Удовац/Удовица | Разведен/Разведена | Непознато |
| ------ | ------ | ---------------- | ------------ | -------------- | ------------------ | --------- |
| Мушки  | 5      | 0                | 5            | 0              | 0                  | 0         |
| Женски | 11     | 0                | 5            | 4              | 2                  | 0         |
| УКУПНО | 16     | 0                | 10           | 4              | 2                  | 0         |

| Пол    | Укупно                    | Пољопривреда, лов и шумарство | Рибарство                            | Вађење руде и камена | Прерађивачка индустрија       |
| ------ | ------------------------- | ----------------------------- | ------------------------------------ | -------------------- | ----------------------------- |
| Мушки  | 1                         | 0                             | 0                                    | 1                    | 0                             |
| Женски | 2                         | 0                             | 0                                    | 0                    | 0                             |
| УКУПНО | 3                         | 0                             | 0                                    | 1                    | 0                             |
| Пол    | Производња и снабдевање   | Грађевинарство                | Трговина                             | Хотели и ресторани   | Саобраћај, складиштење и везе |
| Мушки  | 0                         | 0                             | 0                                    | 0                    | 0                             |
| Женски | 0                         | 0                             | 0                                    | 1                    | 0                             |
| УКУПНО | 0                         | 0                             | 0                                    | 1                    | 0                             |
| Пол    | Финансијско посредовање   | Некретнине                    | Државна управа и одбрана             | Образовање           | Здравствени и социјални рад   |
| Мушки  | 0                         | 0                             | 0                                    | 0                    | 0                             |
| Женски | 0                         | 0                             | 0                                    | 0                    | 0                             |
| УКУПНО | 0                         | 0                             | 0                                    | 0                    | 0                             |
| Пол    | Остале услужне активности | Приватна домаћинства          | Екстериторијалне организације и тела | Непознато            | Непознато                     |
| Мушки  | 0                         | 0                             | 0                                    | 0                    | 0                             |
| Женски | 1                         | 0                             | 0                                    | 0                    | 0                             |
| УКУПНО | 1                         | 0                             | 0                                    | 0                    | 0                             |

## Туризам
У Сисевцу се налазе спортски терени и велики олимпијски базен са термалном водом. 2 хотела са спа центрима и неколико домаћинстава са приватним смештајем апартманског типа. Термални извори температуре константних 36 °C. Језеро за спортски риболов, порибљено је шараном. У самом месту се налази се и велики пастрмски рибњак и еко фарма магараца.
Од манастира Сисојевац креће планинарска стаза "стаза петрушких монаха" . Ова стаза води од манастира Сисојевац, долином реке Црнице , пролазећи поред неколико напуштених средњевековних манастиришта, завршава у селу Забрега.
Због специфичне руже ветрова , Сисевац има карактеристике ваздушне бање .
У близини се налазе и ловиштe Јужни Кучај, Сењски рудник, манастир Раваница, водопад Прскало.
Изградњом пута Сисевац- Грза, Сисевац ће се повезати и са излетиштем Грза, чиме се ствара нова туристичка област.